# Véretz
Véretz ist eine französische Gemeinde mit 4682 Einwohnern (Stand: 1. Januar 2022) im Département Indre-et-Loire in der Region Centre-Val de Loire. Sie gehört zum Arrondissement Tours und zum Kanton Montlouis-sur-Loire. Die Bewohner werden Véretzois(es) genannt.

## Geographie
Véretz liegt am südlichen Ufer des Flusses Cher. Umgeben wird Véretz von den Nachbargemeinden Montlouis-sur-Loire im Norden und Nordosten, Azay-sur-Cher im Osten und Südosten, Esvres im Süden sowie Larçay im Westen.
Durch die Gemeinde führt die frühere Route nationale 76 (heutige: D976).

## Bevölkerungsentwicklung
| Jahr | Einwohner |
| ---- | --------- |
| 1962 | 864       |
| 1968 | 1009      |
| 1975 | 1315      |
| 1982 | 2313      |
| 1990 | 2709      |
| 1999 | 3020      |
| 2006 | 3829      |
| 2018 | 4551      |

## Sehenswürdigkeiten
- Kirche Notre-Dame aus dem 16. Jahrhundert
- Schloss Véretz, im 19. Jahrhundert wieder aufgebaut (anstelle des Schlosses des Herzogs von Aiguillon)
- Anwesen La Chavonnière (Wohnhaus von Courier)
- Anwesen La Gagnerie, mit Fundamenten aus dem 13. Jahrhundert
- Anwesen La Pidellerie aus dem 15. Jahrhundert

|  |  |

## Persönlichkeiten
- Paul-Louis Courier (1772–1825), Schriftsteller, in seinem Wohnhaus bei Véretz ermordet